# Премия Американского института киноискусства (2001)
Премия Американского института киноискусства за 2001 год.
| Категории                            | Название фильма                      |
| ------------------------------------ | ------------------------------------ |
| Фильмы                               | • «Игры разума»                      |
| Фильмы                               | • Чёрный ястреб                      |
| Фильмы                               | • «В спальне»                        |
| Фильмы                               | • «Властелин колец: Братство Кольца» |
| Фильмы                               | • «Человек, которого не было»        |
| Фильмы                               | • «Помни»                            |
| Фильмы                               | • «Бал монстров»                     |
| Фильмы                               | • «Мулен Руж!»                       |
| Фильмы                               | • «Малхолланд Драйв»                 |
| Фильмы                               | • «Шрек»                             |
| Телесериалы, телефильмы, мультфильмы | • «Баффи — истребительница вампиров» |
| Телесериалы, телефильмы, мультфильмы | • «Клиент всегда мёртв»              |
| Телесериалы, телефильмы, мультфильмы | • «Клан Сопрано»                     |
| Телесериалы, телефильмы, мультфильмы | • «Западное крыло»                   |
| Телесериалы, телефильмы, мультфильмы | • «Умерь свой энтузиазм»             |
| Телесериалы, телефильмы, мультфильмы | • «Все любят Рэймонда»               |
| Телесериалы, телефильмы, мультфильмы | • «Малкольм в центре внимания»       |
| Телесериалы, телефильмы, мультфильмы | • «Секс в большом городе»            |
| Телесериалы, телефильмы, мультфильмы | • «Анна Франк»                       |
| Телесериалы, телефильмы, мультфильмы | • «Братья по оружию»                 |
| Телесериалы, телефильмы, мультфильмы | • «Бойкот»                           |
| Телесериалы, телефильмы, мультфильмы | • «Заговор»                          |